# Jacobus Typotius
Jacobus Typotius (ur. 1540 w Brugii – zm. 1601 w Pradze) – flamandzki uczony i humanista, nadworny historyk cesarza Rudolfa II Habsburga.
W latach 1601–1603 wydał III-tomowy zbiór emblematów Symbola Divina et Humana, przy którym współpracował nadworny rytownik Aegidius Sadeler i uczony Anselmus de Boodt.

## Dzieła
- De Fortuna libri duo, 1595
- De Salute Reipublicae libri duo, 1595
- Nenia in mortem Philippi II regis Hispaniorum, 1600
- Relatio historica de regno Sueciae, 1605